# NGC 4
NGC 4는 물고기자리 방향에 있는 정상나선은하이다.